# Imbriovec
Imbriovec je selo u općini Đelekovec, u Podravini. Srednjovjekovni posjed Imbriovec se prvi puta spominje 1495. godine posjedovao, kada je tamošnji župnik posjedovao 1 dim poreza. Idući spomen župe Imbriovec je u popisu iz 1501. godine kada je bio spomenut župnik Pavao.
Do 1500. godine vlasnica Emrihovca (tj. Imbriovca) je bila Lucija, udova pokojnog Ladislava de Zempche (Bijela Stijena), a te godine ona svoja imanja ostavlja zagrebačkom kaptolu. Godine 1507. godine vlasnici Emrihovca su Juraj Pučić i Andrija od Brestovca, te Margareta, Petar Bogačov i Juraj Horvat.

## Stanovništvo
| broj stanovnika | 428   | 546   | 499   | 603   | 668   | 736   | 803   | 848   | 802   | 834   | 772   | 661   | 580   | 502   | 452   | 341   | 291   |
|                 | 1857. | 1869. | 1880. | 1890. | 1900. | 1910. | 1921. | 1931. | 1948. | 1953. | 1961. | 1971. | 1981. | 1991. | 2001. | 2011. | 2021. |

## Poznate osobe
- Kristijan Bistrović, hrvatski nogometaš
- Stjepan Tumpić, hrvatski zagonetač